# Tweede Kamerverkiezingen 1913

Overzicht naar district

De Tweede Kamerverkiezingen 1913 waren algemene Nederlandse verkiezingen voor de Tweede Kamer der Staten-Generaal. Zij vonden plaats op 17 juni 1913.
De verkiezingen werden gehouden als gevolg van de afloop van de zittingstermijn van de Tweede Kamer die gekozen was bij de verkiezingen van 1909. 
Nederland was verdeeld in 100 kiesdistricten; in elk kiesdistrict werd één lid van de Tweede Kamer gekozen. Om gekozen te worden moest een kandidaat de absolute meerderheid van de in een kiesdistrict uitgebrachte geldige stemmen behalen. In 49 kiesdistricten was een tweede verkiezingsronde benodigd vanwege het niet-behalen van de absolute meerderheid door een van de kandidaten; voor deze tweede ronde plaatsten zich de twee hoogstgeëindigde kandidaten uit de eerste ronde. De tweede ronde vond plaats op 25 juni 1913.

## Uitslag

### Opkomst
|                  | 1909    | 1909      | 1913    | 1913  |
| # stemmen        | %       | # stemmen | %       |       |
| ---------------- | ------- | --------- | ------- | ----- |
| Kiesgerechtigden | 843.561 |           | 960.596 |       |
| Niet opgekomen   | 238.859 | 28,32     | 180.225 | 18,76 |
| Opkomst          | 604.702 | 71,68     | 780.371 | 81,24 |

### Verkiezingsuitslag
| partij                                | 1909   | 1913   | +/− |
| partij                                | zetels | zetels | +/− |
| ------------------------------------- | ------ | ------ | --- |
| Algemeene Bond                        | 25/26  | 25     | −1  |
| Liberale Unie                         | 20/19  | 21     | +2  |
| Sociaal-Democratische Arbeiderspartij | 7      | 16     | +9  |
| Anti-Revolutionaire Partij            | 23/20  | 11     | −9  |
| Bond van Vrije Liberalen              | 4      | 10     | +6  |
| Christelijk-Historische Unie          | 12     | 9      | −3  |
| Vrijzinnig-Democratische Bond         | 9      | 7      | −2  |
| onafhankelijk c.h.                    | 0/1    | 1      | 0   |
| vacatures                             | −/2    | 0      | −2  |
| totaal                                | 100    | 100    | 0   |

### Gekozen leden
Bij deze verkiezingen werden 72 leden herkozen, van wie vier in een ander kiesdistrict. Dertien leden hadden aangegeven niet herkiesbaar te zijn, terwijl vijftien aftredende leden verslagen werden.
Onderstaand volgen enkele bijzonderheden:
- in het kiesdistrict Amersfoort versloeg Willem de Beaufort (51,4%, BVL) het aftredende lid Hubert van Asch van Wijck (48,6%, ARP)[5][6];

- in het kiesdistrict Amsterdam II versloeg in eerste instantie Maup Mendels (64,4%, SDAP) het aftredende lid Johan Snoeck Henkemans (35,6%, CHU). Mendels was echter tevens gekozen in het kiesdistrict Schoterland waaraan hij de voorkeur gaf.[6] Om in de ontstane vacature te voorzien werd in Amsterdam II een naverkiezing gehouden waarbij Snoeck Henkemans (39,0%) wederom verslagen werd, nu door Adriaan Gerhard (61,0%, SDAP);

- in het kiesdistrict Amsterdam III werd in eerste instantie Pieter Jelles Troelstra (SDAP) herkozen. Hij was echter tevens gekozen in het kiesdistrict Leeuwarden waaraan hij de voorkeur gaf.[6] Om in de ontstane vacature te voorzien werd in Amsterdam III een naverkiezing gehouden waarbij Henri Polak (SDAP) gekozen werd;

- in het kiesdistrict Amsterdam VI werd in eerste instantie Willem de Beaufort (BVL) herkozen. Hij was echter tevens gekozen in het kiesdistrict Amersfoort waaraan hij de voorkeur gaf.[6] Om in de ontstane vacature te voorzien werd in Amsterdam VI een naverkiezing gehouden waarbij Boudewijn Nierstrasz (BVL) gekozen werd;

- in het kiesdistrict Amsterdam VII versloeg Walrave Boissevain (57,8%, BVL) het aftredende lid Gerrit Middelberg (42,2%, ARP);

- in het kiesdistrict Amsterdam VIII versloeg Asser Kleerekoper (53,8%, SDAP) het aftredende lid Willem de Vlugt (46,2%, ARP);

- in het kiesdistrict Assen werd Coen van Deventer (VDB) gekozen in de vacature ontstaan door het aftreden van Willem Treub (VDB) die had aangegeven niet herkiesbaar te zijn;

- in het kiesdistrict Bergen op Zoom versloeg Wilhelmus Juten (51,3%, AB) het aftredende lid Lambert de Ram (48,7%, AB);

- in het kiesdistrict Beverwijk versloeg Leendert Roodenburg (53,1%, VDB) het aftredende lid Willem Passtoors (46,9%, AB);

- in het kiesdistrict Dordrecht werd Manta Schim van der Loeff (LU) gekozen in de vacature ontstaan door het aftreden van Pieter de Kanter (LU) die had aangegeven niet herkiesbaar te zijn;

- in het kiesdistrict Emmen werd Hendrik Goeman Borgesius (LU) gekozen in de vacature ontstaan door het aftreden van Petrus Roessingh (LU) die had aangegeven niet herkiesbaar te zijn[7][6];

- in het kiesdistrict Enschede versloeg Willem Albarda (51,7%, SDAP) het aftredende lid Gerrit Elhorst (48,3%, ARP);

- in het kiesdistrict Gorinchem werd Alibert Visser van IJzendoorn (BVL) gekozen in de vacature ontstaan door het aftreden van Hendrik Pollema (ARP) die had aangegeven niet herkiesbaar te zijn;

- in het kiesdistrict Groningen werd in eerste instantie Dirk Bos (VDB) gekozen in de vacature ontstaan door het aftreden van Hendrik Drucker (VDB) die had aangegeven niet herkiesbaar te zijn. Bos was echter tevens herkozen in het kiesdistrict Winschoten waaraan hij de voorkeur gaf.[6] Om in de ontstane vacature te voorzien werd in Groningen een naverkiezing gehouden waarbij Joseph Limburg (VDB) gekozen werd[8];

- in het kiesdistrict Haarlem werd Dirk Fock (LU) gekozen in de vacature ontstaan door het aftreden van Frank van Lennep (CHU) die had aangegeven niet herkiesbaar te zijn;

- in het kiesdistrict Hoogezand versloeg in eerste instantie Hendrik Spiekman (55,1%, SDAP) het aftredende lid Pieter Rink (44,9%, LU). Spiekman was echter tevens gekozen in het kiesdistrict Rotterdam II waaraan hij de voorkeur gaf.[6] Om in de ontstane vacature te voorzien werd in Hoogezand een naverkiezing gehouden waarbij Rink alsnog gekozen werd;

- in het kiesdistrict Kampen werd Egbertus Beumer (ARP) gekozen in de vacature ontstaan door het aftreden van Alex van Lynden van Sandenburg (ARP) die had aangegeven niet herkiesbaar te zijn;

- in het kiesdistrict Leeuwarden werd Pieter Jelles Troelstra (SDAP) gekozen in de vacature ontstaan door het aftreden van Lodewijk Thomson (LU) in de vorige zittingsperiode[9][6];

- in het kiesdistrict Leiden werd Jan Heeres (LU) gekozen in de vacature ontstaan door het aftreden van Johannes de Visser (CHU) die had aangegeven niet herkiesbaar te zijn[10];

- in het kiesdistrict Middelburg versloeg Eduard van Raalte (51,9%, LU) het aftredende lid Johan Blum (48,1%, ARP);

- in het kiesdistrict Oostburg werd Robert de Muralt (LU) gekozen in de vacature ontstaan door het aftreden van George Vorsterman van Oyen (VDB) die had aangegeven niet herkiesbaar te zijn;

- in het kiesdistrict Ridderkerk versloeg Frans Drion (50,4%, BVL) het aftredende lid Allard van der Borch van Verwolde (49,6%, ARP);

- in het kiesdistrict Roermond werd Max Bongaerts (AB) gekozen in de vacature ontstaan door het aftreden van Frans Bolsius (AB) die had aangegeven niet herkiesbaar te zijn;

- in het kiesdistrict Rotterdam I versloeg in eerste instantie Hendrik Spiekman (38,4%, SDAP) het aftredende lid Hendrik Goeman Borgesius (23,1%, LU).[11] Spiekman was echter tevens gekozen in het kiesdistrict Rotterdam II waaraan hij de voorkeur gaf.[6] Om in de ontstane vacature te voorzien werd in Rotterdam I een naverkiezing gehouden waarbij Bartholomeus Gerretson (CHU) gekozen werd;

- in het kiesdistrict Rotterdam II versloeg Hendrik Spiekman (39,7%, SDAP) het aftredende lid Dirk de Klerk (30,0%, LU);

- in het kiesdistrict Rotterdam III werd Johan Lasonder (LU) gekozen in de vacature ontstaan door het overlijden van Joor Verheij (LU) in de vorige zittingsperiode[12];

- in het kiesdistrict Rotterdam IV versloeg Joost van Vollenhoven (61,7%, BVL) het aftredende lid Jan Heemskerk (38,3%, ARP);

- in het kiesdistrict Rotterdam V werd Jan ter Laan (SDAP) gekozen in de vacature ontstaan door het aftreden van Gerrit de Jongh (LU) die had aangegeven niet herkiesbaar te zijn;

- in het kiesdistrict Schoterland versloeg Maup Mendels (58,8%, SDAP) het aftredende lid Joseph Limburg (41,2%, VDB)[13];

- in het kiesdistrict Utrecht I werd Johan ter Spill (BVL) gekozen in de vacature ontstaan door het aftreden van Abraham van Karnebeek (BVL) die had aangegeven niet herkiesbaar te zijn;

- in het kiesdistrict Utrecht II versloeg Johannes van Leeuwen (52,4%, SDAP) het aftredende lid Jan van Hoogstraten (47,6%, ARP);

- in het kiesdistrict Veendam werd Goswijn Sannes (SDAP) gekozen in de vacature ontstaan door het aftreden van Eerke Smidt (VDB) die had aangegeven niet herkiesbaar te zijn;

- in het kiesdistrict Zwolle versloeg Fridolin Knobel (50,2%, BVL) het aftredende lid Alexander van Dedem (49,8%, CHU);

De zittingsperiode van de Tweede Kamer ging in op 16 september 1913 en eindigde op 27 juni 1917. De zittingstermijn van Tweede Kamerleden bedroeg vier jaar.

## Formatie
Een poging van de vrijzinnig-democraat Bos mislukte om na de verkiezingen, die een niet-confessionele meerderheid hadden opgeleverd, een kabinet van liberalen en sociaaldemocraten te vormen. De SDAP wenste (nog) geen regeringsverantwoordelijkheid te nemen. Hierop werd Cort van der Linden belast met de vorming van een extraparlementair liberaal kabinet. De sociaaldemocraten zegden hierbij wel toe het kabinet te steunen, mits het zou komen met voorstellen voor algemeen kiesrecht en een staatspensioen.
*1848 · *1850 · **1852 · *1853 · **1854 · **1856 · **1858 · **1860 · **1862 · **1864 · **1866 (I) · *1866 (II) · *1868 · **1869 · **1871 · **1873 · **1875 · **1877 · **1879 · **1881 · **1883 · *1884 · *1886 · *1887 · *1888 · 1891 · *1894 · 1897 · 1901 · 1905 · 1909 · 1913 · *1917 · *1918 · 1922 · 1925 · 1929 · *1933 · 1937 · *1946 · *1948 · 1952 · 1956 · *1959 · 1963 · *1967 · 1971 · *1972 · 1977 · 1981 · *1982 · 1986 · *1989 · 1994 · 1998 · 2002 · *2003 · *2006 · *2010 · *2012 · 2017 · 2021 · *2023
* Algemene verkiezingen in verband met (vervroegde) ontbinding van de Tweede Kamer
** Periodieke verkiezingen in verband met het einde van de zittingstermijn van de helft van de Tweede Kamerleden